# Mario Maedebach
Mario Maedebach (* 1949 in Freiberg) ist ein deutscher Architekt.

## Leben und Wirken
Mario Maedebach studierte Architektur an der Technischen Universität Berlin. Zusammen mit Werner Redeleit gründete er 1980 das Architekturbüro Maedebach und Redeleit. Von 1980 bis 1984 war Maedebach wissenschaftlicher Assistent an der TU Berlin. 1997 wurde er auf die Professur für Baukonstruktion und Entwerfen an der Hochschule für Technik und Wirtschaft Dresden berufen.
Mit seinem Architekturbüro schuf Maedebach in Zusammenarbeit mit Werner Redeleit zahlreiche Bauten. Schwerpunkte waren der Wohnungsbau sowie Bauten der öffentlichen Hand. Ursprünglich fast ausschließlich im Neubau engagiert, erweiterten Maedebach & Redeleit ihre Tätigkeit auf die Felder Umbau und Sanierung namentlich denkmalgeschützter Objekte und beschäftigten sich mit Projektstudien und städtebaulichen Konzepten. Mario Maedebach beteiligte sich insgesamt an über 100 Architektur-Wettbewerben und fungierte in vielen Verfahren als Preisrichter.
Im Jahr 2015 übernahmen Karola Höniger und Nicole Schiemann die Leitung des Architekturbüros.

## Bauten (Auswahl)
- Wohnhaus Cranachstraße, Berlin-Tempelhof/Schöneberg (1979–1983)[5][6][7][8]
- Wohnbebauung Erba-Gelände (Pilotprojekt Kosten- und flächensparendes Bauen), Erlangen (1983–1985)[9][10]
- Büro- und Betriebsgebäude Flottwellstraße, Berlin-Mitte[11][12][13][14][15]
- Wohn- und Geschäftshaus Friedrichstraße, Berlin-Mitte (1984–1991)[16][17][18][19]
- Wohnhaus Müllerstraße, Berlin-Mitte (1989–1991)[20]
- Wohnhaus Lüneburger Straße, Berlin-Mitte (1990–1992)[21]
- Büro- und Geschäftshaus Wexstraße, Berlin-Tempelhof/Schöneberg (1990–1993)[22][23][24]
- Büro- und Geschäftshaus Am Karlsbad, Berlin-Mitte (1990–1993)[25][26][27]
- Wohn- und Geschäftshaus Oranienstraße, Berlin-Friedrichshain/Kreuzberg (1992–1995)[28][29][30]
- Laborgebäude Umweltbundesamt, Berlin-Steglitz/Zehlendorf (1991–1995)[31][32][33][34]
- Wohn- und Geschäftshaus Bornholmer Straße, Berlin-Pankow (1993–1996)[35]
- Wohnanlage Altglienicke, Berlin-Treptow/Köpenick (1993–1998)[36][37]
- Wohnhaus Kieler Straße, Berlin-Mitte (1995–1998)[38]
- Institutsgebäude Politische Wissenschaften der FU-Berlin, Berlin-Steglitz/Zehlendorf (1993–1999)[39]
- Wohnhäuser Riemeisterstraße, Berlin-Steglitz/Zehlendorf (1998–2000)[40][41][42]
- Wohnhaus Niedstraße, Berlin-Tempelhof/Schöneberg (1998–2000)[43]
- Mensa Campus Lankwitz, Berlin-Steglitz/Zehlendorf (1999–2002)[44]
- Landesgymnasium St. Afra (Internate, Sporthalle, Mensa), Meißen (1998–2002)[45][46][47][48]
- Laborgebäude, Quarantänestall, Fischhälterung, Friedrich-Loeffler-Institut Bundesforschungsinstitut für Tiergesundheit, Greifswald-Insel Riems (1999–2003)[49][50]
- Dienstsitz des Rektors der TU Dresden, Dresden (2000–2003)[51]
- Mensa und Universitätsverwaltung TU Dresden, Dresden (2002–2007)[52][53][54][55]
- Umbau einer Fabriketage zur Kindertagesstätte, Glasower Straße, Berlin-Neukölln (2005–2007)[56][57][58]
- Institutsgebäude Luisenstraße der Humboldt-Universität, Berlin-Mitte (2006–2009)[59]
- Sporthalle Schulze-Boysen-Straße, Berlin-Lichtenberg (2009–2011)[60]
- Einfamilienhaus, Berlin-Neukölln (2013–2014)[61]
- Sporthalle Ostsee-Karree, Berlin-Lichtenberg (2015–2017)[62]
- Sporthalle Karlshorst, Berlin-Lichtenberg (2017–2018)[63]
- Nutzerbereich und Verwaltung des Bundesarchivs, Berlin-Steglitz/Zehlendorf (2017–2023)[64]
- Spezialgebäude für Kampfmittelbeseitigungsdienst und Landeskriminalamt Brandenburg, Biesenthal (2013–2023)[65][66][67]

## Projekte und Wettbewerbsbeiträge (Auswahl)
Neben den realisierten Objekten sind die vielen ungebaut gebliebenen Entwürfe, Projekte und Wettbewerbsarbeiten, die zum überwiegenden Teil in Zusammenarbeit mit Werner Redeleit entstanden, für das Werk von Mario Maedebach bedeutsam. Beispiele dafür sind:
Wettbewerb S-Bahnhof Kolonnenstraße 1. Preis (1987), nicht realisiert
Wettbewerb Dachaufstockung Paul-Hertz-Siedlung Berlin-Charlottenburg, 1. Preis (1988), nicht realisiert
Internationaler Wettbewerb Spreebogen, Ankauf (1992)
Wettbewerb Städtebaulicher Entwurf für ein Gebiet mit 5.000 Wohnungen, Gewerbe und Dienstleistungen, Berlin-Buch 1. Preis (1992), nicht realisiert
Wettbewerb Allianz-Hochhaus Berlin-Charlottenburg, 1. Preis (1995), nicht realisiert
Vorentwurf (Entscheidungsunterlage Bau) Friedrich-Loeffler-Institut Mariensee-Mecklenhorst (2012–2013), ohne Beteiligung des Architekten realisiert

## Auszeichnungen (Auswahl)
- Bundeswettbewerb Preiswerte Mehrfamilienhäuser (1983)[73][74]
- Mies-van-der Rohe Preis, Anerkennung für Wohnhaus Cranachstraße (1984)[75]
- Rompreis „Villa Massimo“ (1986)[76][77]